# Proalides subtilis
Proalides subtilis is een raderdiertjessoort uit de familie Epiphanidae. De wetenschappelijke naam van deze soort is voor het eerst geldig gepubliceerd in 1940 door Rodewald.